# 지옥 (기독교)
기독교의 지옥(Hell)은 사람의 영혼이 신의 심판을 통해 죄가 있는 것으로 드러난(정죄된) 경우, 각자 자기의 죗값을 치르기 위해 영원히 고통을 받게 되는 공간이라는 기독교의 내세관이다. 보통 영어권에서는 지옥행이라는 '신의 판결 또는 심판(Divine judgment)'을 받은 영혼을 "damned soul" 또는 "the damned"라고 하는데, 이 표현을 한글로 번역하여 "저주받은 영혼"이라 하기도 한다. 성경에서 유황불, 불못으로 나타낸 곳을 지옥이라고 기독교인은 믿는다.
기독교에는 다음의 두 가지 사상이 존재한다.
지옥은 신과 예수에 대한 믿음을 나타내지 않고 죄를 저지른 악인들의 영혼이, 사후에 신 심판을 받아 가게 되는, 영원히 고초와 고통을 받는 장소이다.
영원히 불타는 형벌로 고통받는 지옥이라는 장소는 존재하지 않으며 사람은 죽으면 누구나 무덤으로 내려 간다는 입장. 이 입장은 예수의 초림 당시, 죽은 자의 부활을 믿지 않는 사두개인과 부활을 믿었던 바리새인 간의 갈등을 기록한 성경(복음서 및 사도행전 등)을 통해서도 확인할 수 있다. 특히 사두개인들은 신의 말씀의 권위로 토라 즉 모세 5경만을 인정해야 한다고 주장했는데, 그 결과 토라에 속하지 않은 시편과 그 외의 각 예언서들에 기록된 죽은 자들의 부활에 관한 내용들에 대해 하나님 말씀이 아니라는 주장에 따름으로 발생하는 당연한 결과라고 할 것이다. 
이 사상은 현대에도 이어져 성경 4복음서에 기록된 예수의 지옥에 대해 언급한 내용들은 사실이 아니다.(즉 "예수는 그리스도가 아닌, 거짓 선지자일 뿐이다")라는 전제 하에 다음에 제시되는 근거들을 이유로 영벌의 장소인 지옥을 부정하고 있다. 
1. 사두개인과 동일한 해석: 성경 원문에 나오는 '스올'(히브리어)과 '하데스'(그리스어)를 '지옥'으로 번역한 한국어 번역판들이 있는데, 성서의 '스올'과 '하데스'는 단순히 모든 사람들이 죽어 잠들게 되는 인류의 공통 무덤을 가리키며 일부 구절에서는 '음부'로 번역되었다.[2] 성서에 의로운 사람으로 언급된 욥은 병에 걸려 고통스럽게 되자 '스올'로 내려 가기를 원했고,[3] 예수는 죽었을 때 '하데스'에 있었음을 알려 준다.[4][5] 또 히브리어 성경 전도서 9:5-10(개역한글판)의 내용을 보면 이런 내용이 있다. "죽은 자들은 아무것도 모르며 ... 네가 장차 들어갈 음부(지옥, 히브리어:스올)에는 일도 없고 계획도 없고 지식도 없고 지혜도 없음이니라"
2. 또 성경 원문 그리스어 '게헨나'를 '지옥불'로 번역한 한국어판이 있는데,[6] 예수 당시 '게헨나'는 예루살렘 성외곽의 항상 불이 타고 있는 쓰레기 소각장이었다. 예수가 악인들이 바로 그 '불 타는 게헨나에 던져질 것'이라고 표현한 것은 고초를 받게 될 것이라는 것이 아니라 단지 쓰레기처럼 소각되고 멸절될 것임을 뜻하는 것이다. (이 점에 관해 예수는 영원한 불로 고통받을 형벌에 관해 직접,[7] 또 비유로[8] 언급했으며, 단지 쓰레기 소각장은 영벌의 장소에 대한 설명을 위해 인용했을 뿐이다라는 주장이 있다.)
3. 일부 기독교계에서 예수시대 이전 고대에는 그 곳이 우상숭배자들이 자녀를 불 살라 몰렉신에게 바쳤던 곳이었음을 언급하면서 지옥불의 고초를 받게 될 것임을 의미한다고 설명하지만, 성서에는 신이 그 일을 직접 언급하면서 그러한 행위를 '가증한 행위로서 혐오하고 마음에 생각지도 아니하였다'고 기록하고 있다.[9] 그러므로 자신이 '가증한 행위'라고 말해놓고, 동일한 방법으로 벌한다는 점은 자기 모순에 불과하다. (그러나 이런 주장은 "살인을 형법이 죄로 정하면서 형벌로 사형에 처하는 것은 자기 모순이다"라는 주장과 다를 바 없다고 할 것이다.)
4. 성서에 기록된 고대 유대인들 고초를 받는 불타는 지옥이 있다는 사상을 믿지 않았으며, 이러한 사상은 고대 바빌론과 이집트의 가르침이었다는 주장이 있고.[10][11] 또 이러한 전통적인 지옥 불 사상을 사람들이 믿도록 가장 큰 영향을 준 사람은 그리스 철학자 플라톤이며,[12] 이후 플라톤 주의 사상으로 가르침 받은 사람들에 의해 기독교 내로도 유입되었다는 주장이 널리 알려져 있다.[13] (그러나 죽은 자의 부활은 이집트 이전인 창세기와 바빌론의 포로생활 이전에 기록된 시편에 이미 언급되어 있고,[14] 한편 문화적 교류가 있었다는 것 자체로 문화의 흡수 관계를 섣불리 판단할 수 없다는 주장이 있다.)

이처럼 지옥불 존재를 믿지 않는 기독교를 표방하는 교단으로는 여호와의 증인과 제7일 안식일 예수 재림교회 등이 있다. 그리고 점점 자유주의 신학파에서나 일부 신학자들도 이 영원지옥설이나 영혼멸절설, 영혼 불멸설에 대한 새로운 관점들이 속출하고 있다.